# Каммінгс Тауншип (округ Лайкомінг, Пенсільванія)
Каммінгс Тауншип (англ. Cummings Township) — селище (англ. township) в США, в окрузі Лайкомінг штату Пенсільванія. Населення — 265 осіб (2020).

## Демографія
Згідно з переписом 2010 року, у селищі мешкали 273 особи в 126 домогосподарствах у складі 88 родин. Було 427 помешкань
Расовий склад населення:
| - 99,6 % — білих |

До двох чи більше рас належало 0,4 %. Частка іспаномовних становила 0,4 % від усіх жителів.
За віковим діапазоном населення розподілялося таким чином: 14,3 % — особи молодші 18 років, 56,0 % — особи у віці 18—64 років, 29,7 % — особи у віці 65 років та старші. Медіана віку мешканця становила 53,7 року. На 100 осіб жіночої статі у селищі припадало 100,7 чоловіків;  на 100 жінок у віці від 18 років та старших — 101,7 чоловіків також старших 18 років.
Середній дохід на одне домашнє господарство  становив 60 719 доларів США (медіана — 51 563), а середній дохід на одну сім'ю — 70 401 долар (медіана — 62 500). Медіана доходів становила 50 833 долари для чоловіків та 27 083 долари для жінок. За межею бідності перебувало 8,7 % осіб, у тому числі 27,6 % дітей у віці до 18 років та 5,0 % осіб у віці 65 років та старших.
Цивільне працевлаштоване населення становило 123 особи. Основні галузі зайнятості: освіта, охорона здоров'я та соціальна допомога — 15,4 %, будівництво — 14,6 %, науковці, спеціалісти, менеджери — 13,8 %.